# Verchovažskij rajon
Il Verchovažskij rajon (in russo Верховажский район?) è un rajon dell'Oblast' di Vologda, nella Russia europea; il capoluogo è Verchovaž'e. Istituito nel 1929, ricopre una superficie di 4.260 chilometri quadrati ed ospita una popolazione di circa 15.000 abitanti.